# Sounds of Subterrania
Sounds of Subterrania ist ein deutsches Independent-Label aus Hamburg.

## Geschichte
Das Label wurde 1998 von Gregor Samsa in Kassel gegründet. Das Label startete als klassisches Ein-Mann-DIY-Punkrocklabel und führt diesen Gedanken, wenn auch mit veränderten Einflüssen, bis heute fort. Der Sound des Labels bewegt sich dabei vom Rhythm and Blues der 1950er über Soul, Funk, Power Pop, Pop der 1960er, Garage Rock, Rock der 1970er bis hin zu Noise. Der Name des Labels bezieht sich auf einen Song der Kasseler Neosixtiesband Dog Food 5. Seit 2001 wird Sounds of Subterrania in Deutschland durch Cargo Records vertrieben. 2008 erfolgte der Umzug nach Hamburg. Im März 2009 bezog das Label seine neuen Räume im Hamburger Hafenklang.

## Ausrichtung
Sounds of Subterrania hat seine Wurzel in der Do-it-yourself-Punkbewegung und versucht laut eigenem Statement, „Genregrenzen zu sprengen“. Ob Garage, Punk, Disco oder Noise – Hauptaugenmerk liegt auf der Unabhängigkeit der jeweiligen Künstler vom vorhandenen Mainstream.

## Veröffentlichungen
Die Mehrzahl der Veröffentlichungen von Sounds of Subterrania erscheinen als Vinyltonträger. Besondere Aufmerksamkeit wird dabei auf das Artwork gelegt. So arbeitet das Label immer mit renommierten, internationalen Künstlern zusammen. Ein Fokus des Labels besteht in der Veröffentlichung von Special Editions auf Vinyl. So veröffentlichte Sounds of Subterrania als erstes Label weltweit ein Cover mit Lentikular-Front. Schallplatten von Sounds of Subterrania verfügen über kein einheitliches Logo. Jede Band bzw. jeder Tonträger erhält ein speziell auf den Sound abgestimmtes Logo.

## Erfolge
2006 bezeichnete Karl Bruckmaier Sounds of Subterrania in der Süddeutschen Zeitung als seine Entdeckung des Jahres.
2008 entdeckte der deutsche Theater- und Filmregisseur Leander Haußmann auf einem Konzert den Musiker Amos für seinen Film Robert Zimmermann wundert sich über die Liebe. Aus dieser Zusammenarbeit entstand unter anderem auch der Videoclip zu dem Song Bla Bla von Amos.
Am 20. November 2012 wurde das Samsa mit dem Musikpreis „Die Goldene Indieaxt“ für sein langjähriges und ausdauerndes Engagement für Independentmusik ausgezeichnet.

## Bite it-Festival
Seit 2002 veranstaltet das Label ein eigenes Festival, bei dem verschiedene Bands des Labels in verschiedenen Städten Deutschlands auftreten.